# Patrick J. Kennedy
Patrick Joseph Kennedy (ur. 14 lipca 1967) – amerykański polityk, członek Partii Demokratycznej.
Syn Teda Kennedy’ego, senatora z Massachusetts, oraz bratanek Johna F. Kennedy’ego, byłego prezydenta Stanów Zjednoczonych i Roberta F. Kennedy’ego, senatora z Nowego Jorku. Reprezentant pierwszego okręgu wyborczego w stanie Rhode Island w Izbie Reprezentantów Stanów Zjednoczonych w latach 1995–2011.